# Jakob Radlkofer
Jakob Radlkofer (* 8. Juni 1788; † 8. Februar 1862 in München) war ein bayerischer Jurist.

## Werdegang
Nach dem Abitur am (heutigen) Wilhelmsgymnasium München studierte Radlkofer die Rechte und wurde zum Dr. iur. promoviert. 1819 wurde er Stadtrentenkassier in München und im selben Jahr zum Rechtsrat im Magistrat der Stadt gewählt.
Er erwarb sich auch Verdienste um die Bienen- und Obstbaumzucht.

## Ehrungen
1887 wurde im Münchner Stadtteil Sendling eine Straße nach ihm benannt.